# Liste der Monuments historiques in Tantonville
Die Liste der Monuments historiques in Tantonville führt die Monuments historiques in der französischen Gemeinde Tantonville auf.

## Liste der Objekte
| Bezeichnung               | Beschreibung                                             | Standort                     | Kennzeichnung | Schutzstatus | Datum | Bild |
| ------------------------- | -------------------------------------------------------- | ---------------------------- | ------------- | ------------ | ----- | ---- |
| Skulptur Madonna mit Kind | Stein, farbig gefasst, erste Hälfte des 16. Jahrhunderts | in der Kirche St-Rémy (Lage) | PM54000853    | Classé       | 1965  |      |
| Vier Leuchter             | Holz, bemalt und vergoldet, Mitte des 18. Jahrhunderts   | in der Kirche St-Rémy (Lage) | PM54000854    | Classé       | 1965  |      |